# Khalīl Akbar
Khalīl Akbar (persiska: خَليل اَكبَر, خلیل اکبر) är en ort i Iran.   Den ligger i provinsen Lorestan, i den västra delen av landet, 400 km sydväst om huvudstaden Teheran. Khalīl Akbar ligger 1 367 meter över havet och antalet invånare är 329.
Terrängen runt Khalīl Akbar är huvudsakligen kuperad, men söderut är den bergig.Runt Khalīl Akbar är det ganska glesbefolkat, med 28 invånare per kvadratkilometer. Khalīl Akbar är det största samhället i trakten. Omgivningarna runt Khalīl Akbar är i huvudsak ett öppet busklandskap.